# Hărleț, Vrața
Hărleț (în bulgară Хърлец, în trecut Hârleț) este un sat în comuna Kozlodui, regiunea Vrața,  Bulgaria. 
Satul a fost locuit de români.

## Demografie
Componența etnică a satului Hărleț
     Romi (6,7%)
     Bulgari (70,08%)
     Nicio identificare (22,97%)
     Altele (0,24%)
La recensământul din 2011, populația satului Hărleț era de 2.059 locuitori. Din punct de vedere etnic, majoritatea locuitorilor (70,08%) erau bulgari, cu o minoritate de romi (6,7%). Pentru 22,97% din locuitori nu este cunoscută apartenența etnică.